# Laquenexy
Laquenexy és un municipi francès, situat al departament del Mosel·la i a la regió del Gran Est. L'any 2007 tenia 979 habitants.

## Demografia

### Població
El 2007 la població de fet de Laquenexy era de 979 persones. Hi havia 335 famílies, de les quals 51 eren unipersonals (39 homes vivint sols i 12 dones vivint soles), 91 parelles sense fills, 177 parelles amb fills i 16 famílies monoparentals amb fills.
La població ha evolucionat segons el següent gràfic:
Habitants censats

### Habitatges
El 2007 hi havia 354 habitatges, 345 eren l'habitatge principal de la família, 1 era una segona residència i 7 estaven desocupats. 334 eren cases i 20 eren apartaments. Dels 345 habitatges principals, 308 estaven ocupats pels seus propietaris, 35 estaven llogats i ocupats pels llogaters i 2 estaven cedits a títol gratuït; 5 tenien dues cambres, 15 en tenien tres, 69 en tenien quatre i 257 en tenien cinc o més. 292 habitatges disposaven pel capbaix d'una plaça de pàrquing. A 111 habitatges hi havia un automòbil i a 219 n'hi havia dos o més.

### Piràmide de població
La piràmide de població per edats i sexe el 2009 era:
| Homes | Edats   | Dones |
| ----- | ------- | ----- |
| 0     | 95 o +  | 1     |
| 1     | 90 a 94 | 1     |
| 2     | 85 a 89 | 2     |
| 1     | 80 a 84 | 3     |
| 6     | 75 a 79 | 3     |
| 13    | 70 a 74 | 10    |
| 11    | 65 a 69 | 10    |
| 24    | 60 a 64 | 16    |
| 21    | 55 a 59 | 19    |
| 38    | 50 a 54 | 34    |
| 49    | 45 a 49 | 46    |
| 47    | 40 a 44 | 57    |
| 44    | 35 a 39 | 37    |
| 22    | 30 a 34 | 38    |
| 15    | 25 a 29 | 22    |
| 32    | 20 a 24 | 19    |
| 44    | 15 a 19 | 39    |
| 40    | 10 a 14 | 36    |
| 38    | 5 a 9   | 39    |
| 28    | 0 a 4   | 33    |

## Economia
El 2007 la població en edat de treballar era de 695 persones, 514 eren actives i 181 eren inactives. De les 514 persones actives 486 estaven ocupades (264 homes i 222 dones) i 28 estaven aturades (14 homes i 14 dones). De les 181 persones inactives 55 estaven jubilades, 77 estaven estudiant i 49 estaven classificades com a «altres inactius».

### Ingressos
El 2009 a Laquenexy hi havia 352 unitats fiscals que integraven 1.006,5 persones, la mediana anual d'ingressos fiscals per persona era de 24.081 €.

### Activitats econòmiques
Dels 22 establiments que hi havia el 2007, 1 era d'una empresa de fabricació de material elèctric, 1 d'una empresa de fabricació d'altres productes industrials, 5 d'empreses de construcció, 4 d'empreses de comerç i reparació d'automòbils, 2 d'empreses de transport, 3 d'empreses d'informació i comunicació, 1 d'una empresa immobiliària, 3 d'empreses de serveis i 2 d'entitats de l'administració pública.
Dels 4 establiments de servei als particulars que hi havia el 2009, 2 eren fusteries, 1 lampisteria i 1 electricista.
L'únic establiment comercial que hi havia el 2009 era una botiga de roba.
L'any 2000 a Laquenexy hi havia 10 explotacions agrícoles que ocupaven un total de 744 hectàrees.

## Equipaments sanitaris i escolars
El 2009 hi havia 1 escola maternal integrada dins d'un grup escolar amb les comunes properes formant una escola dispersa i 1 escola elemental integrada dins d'un grup escolar amb les comunes properes formant una escola dispersa.

## Poblacions més properes
El següent diagrama mostra les poblacions més properes.